# Ernest Grandidier
Pour les articles homonymes, voir Grandidier.

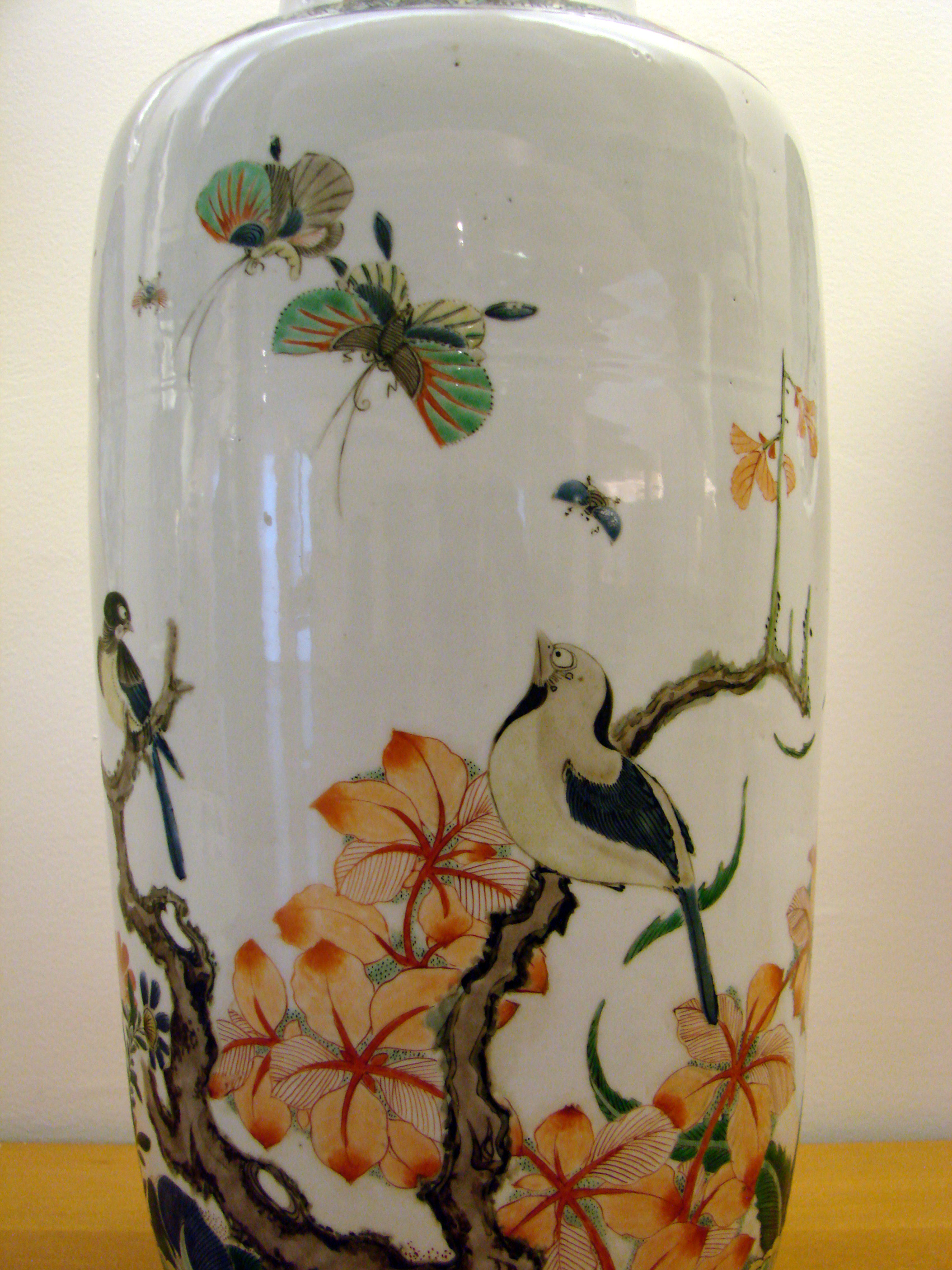
Vase, dynastie Qing, période Kangxi (1662-1722), XVIIIe siècle. Collection E. Grandidier, Musée Guimet, Paris

Marie Louis Ernest Grandidier (Paris, 2 décembre 1833 - Paris 8e, 14 juillet 1912) est un explorateur français, frère d'Alfred Grandidier.

## Biographie
Juriste, il est chargé, en 1857, avec son frère, par le ministère de l'Instruction publique, d'une mission en Amérique. Partis de Liverpool en octobre, les deux hommes visitent les Grands Lacs et le Canada puis, en bateau, parviennent à La Nouvelle-Orléans. Ils traversent l'isthme de Panama et arrivent à Callao, point de départ de leur mission. Résidents quatre mois à Lima, ils y préparent un voyage à Cuzco. Ils joignent Islay (13 juillet 1858) en steamer puis, par Huallata, Rinconada, Yanaoca, Urcos et Oropesa, ils atteignent à cheval Cuzco (1er août). Après Cuzco, ils parcourent la vallée de l'Urubamba, visitent la forteresse d'Ollantaytambo, passent la vallée de la Santa Ana, et rencontrent les peuples Campas, Remos, Chipiros et Piros, vers Echarati avant de revenir à Cuzco.
Ils tentent ensuite de découvrir le cours du Madre de Dios, encore inconnu à l'époque, mais la petite vérole décime leur équipe de porteurs et de rameurs, ce qui fait échouer l'entreprise. Ils voyagent alors de Cuzco à La Paz par Puno et voient le lac Titicaca. Ils franchissent le Desaguadero et pénètrent en Bolivie où ils visitent les ruines de Tiahuanaco. Après Laz, ils explorent les mines de cuivre du Corocoro et par le col de Tacora, atteignent Tacna. À Arica, ils s'embarquent pour Valparaiso (1er janvier 1859). Après avoir pour la cinquième fois passé la cordillère des Andes, ils séjournent à Buenos Aires puis se rendent au Brésil où ils visitent les mines d'or du Morro Velho et de diamant de Tijuco et mènent des études sur les Indiens Botocudos.
De retour en France en novembre 1859, ils rapportent d'importantes collections géologiques, zoologiques et botaniques et Ernest Grandidier est nommé auditeur au Conseil d’État (1860-1870). En 1870, il voyage dans le Sud de l'Asie et devient un des grands spécialistes de l'art chinois alors que son frère se fait connaître comme le plus grand géographe de Madagascar, se présente aux élections, et est élu maire de Fleury-Mérogis de 1871 à 1888. Premier conservateur en chef de la céramique chinoise au Musée du Louvre (1894-1912), les collections de céramique, données en 1894 par Grandidier au Musée du Louvre sont aujourd'hui conservées au Musée Guimet.

## Travaux
- Voyage dans l'Amérique du Sud. Pérou et Bolivie, 1861
- La céramique chinoise, 1894

## Bibliographie

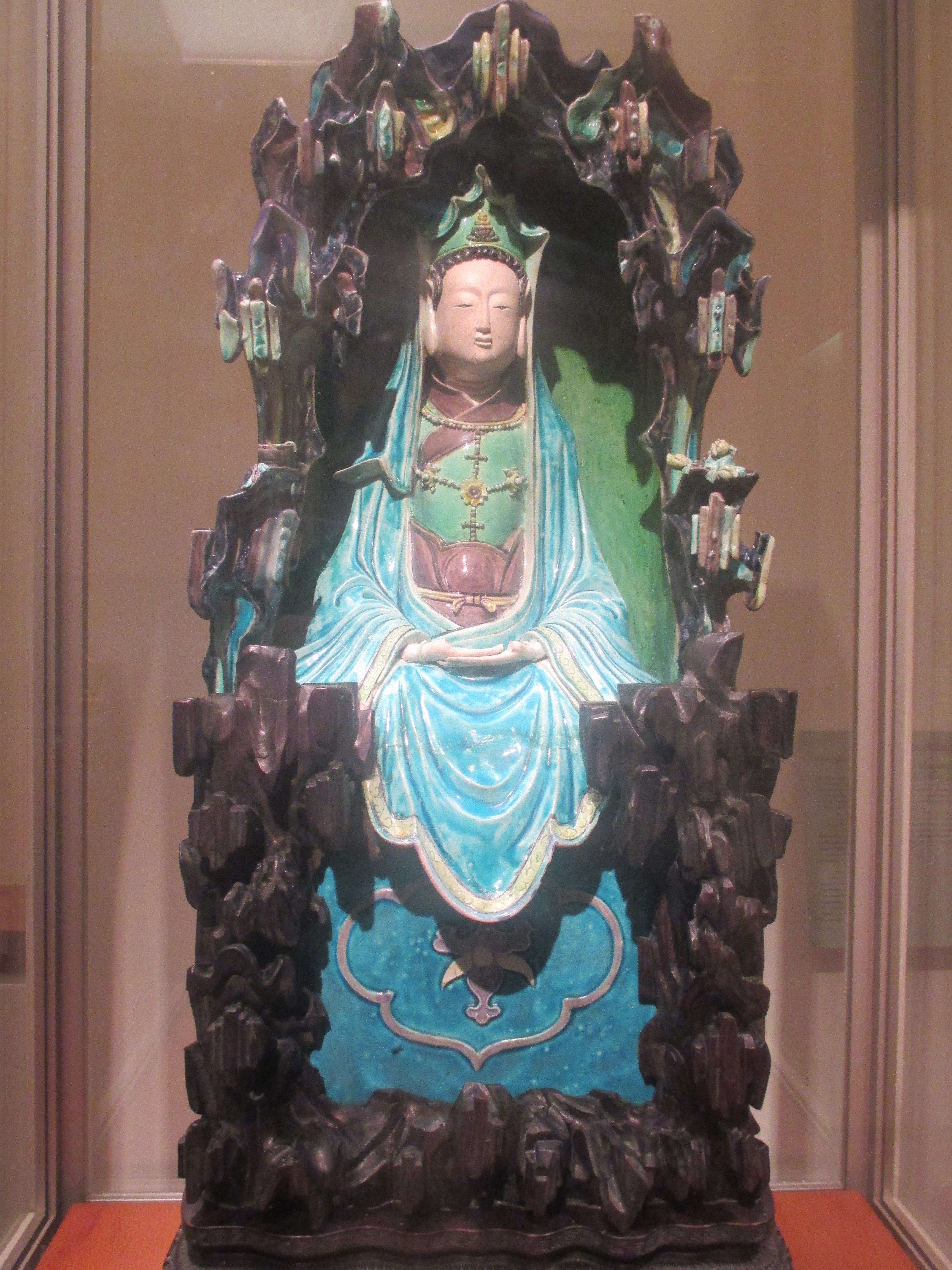
Bodhisattva assis (Guanyin), grès à décor de glaçures. Dynastie Ming. collection Grandidier au musée Guimet, inventaire G 5620.